# Archivio Storico Diplomatico
L'Archivio Storico Diplomatico del Ministero degli Affari Esteri fu istituito nel 1902.
L’ASD si occupa della conservazione, del riordinamento e dell’inventariazione della documentazione storico diplomatica prodotta dagli Uffici centrali del Ministero e dalle Rappresentanze diplomatiche e consolari all’estero.
L’ASD conserva circa 30 km lineari di documenti, disposti in base all’ufficio che li ha versati e nel rispetto dell’organizzazione originaria.
I documenti sono divisi in due elenchi di inventari: digitali (consultabili online) e cartacei consultabili nella Sala studio dell'archivio.   
L’Archivio gestisce l’accessibilità al pubblico dei documenti: i fondi disponibili per la consultazione sono corredati di strumenti descrittivi (inventari, elenchi di versamento) per agevolare la ricerca.
Inoltre il Ministero degli Affari Esteri e della Cooperazione Internazionale non versa la sua documentazione all’Archivio Centrale dello Stato, ma la conserva per la conoscenza del passato e per l’attività diplomatica.
Il Ministero pubblica due raccolte ufficiali di documenti diplomatici sulla politica estera del Paese per garantire l’accesso e la valorizzazione del proprio patrimonio storico-archivistico:
la collana cronologica “I Documenti Diplomatici Italiani” (DDI) e la collana tematica “Documenti sulla Politica Internazionale dell’Italia” (DPII). Il Comitato scientifico per la pubblicazione dei volumi dei documenti diplomatici italiani ha la direzione e la responsabilità scientifica delle due raccolte.